# Nordhausen (distrito)
Nordhausen é um distrito (kreis ou landkreis) da Alemanha localizado no estado da Turíngia.

## Cidades e municípios
| Cidades livres                                      | Municípios livres                                                            | Municípios livres                                                  |
| --------------------------------------------------- | ---------------------------------------------------------------------------- | ------------------------------------------------------------------ |
| 1. Bleicherode 2. Ellrich 3. Heringen 4. Nordhausen | 1. Görsbach 2. Großlohra 3. Harztor 4. Hohenstein 5. Kehmstedt 6. Kleinfurra | 1. Lipprechterode 2. Niedergebra 3. Sollstedt 4. Urbach 5. Werther |

A partir de 1 de dezembro de 2007, ocorreram as seguintes alterações na divisão administrativa do distrito:
- os antigos municípios de Petersdorf, Rodishain e Stempeda, pertencentes ao Verwaltungsgemeinschaft de Hohnstein/Südharz, foram incorporados à cidade de Nordhausen;
- o Verwaltungsgemeinschaft de Goldene Aue foi extinto e seus 7 municípios membros tiveram os seguintes destinos:
  - Auleben, Hamma, Uthleben e Windehausen foram incorporados à cidade de Heringen/Helme e deixaram de ser municípios;
  - a cidade de Heringen/Helme, antiga sede do Verwaltungsgemeinschaft, e os municípios de Görsbach e Urbach, continuam existindo, porém, sem pertencer a qualquer Verwaltungsgemeinschaft.
- o antigo município de Obergebra foi incorporado à cidade de Bleicherode;
- o antigo município de Rehungen foi incorporado ao município de Sollstedt.